# ミスナインティーン
ミスナインティーン(MISS NINETEEN)は、シグマ社から発売されたメダルゲーム。

## 基本ルール
4リール1ラインのスロットマシン。ブランクとシンボルが交互に配置されている。ライン上にリップスティック以外は3つ、リップスティックは1つでも出れば配当となる。また、特定の絵柄のミックスでも配当を得られる。絵柄は左から並んでいる必要はない。(キスマーク除く)また、リップスティックはキスマーク以外の全ての絵柄の代わりとなり、絵柄に一つでも絡むと配当が2倍となる。